# Escopas (estratego da Liga Etólia)
Escopas foi um estratego da Liga Etólia.
Quando Filipe V da Macedónia tinha 17 anos, Aristão, estratego da Liga Etólia, por problemas de saúde, passou o poder para Dorímaco e Escopas, seus parentes, com a missão de atacarem a Messênia, que havia sido poupada durante as guerras de Cleômenes III, rei de Esparta. Escopas e seus amigos, sem consultar a assembleia da Liga, e sem nenhuma preparação, imediatamente iniciaram a guerra contra Messênia, Epiro, Aqueia, Acarnania e Macedônia.
No primeiro ano da 140a olimpíada, quando começou a Guerra Social (220–217 a.C.), a Liga Etólia elegeu Escopas como estratego.